# Emplazamiento de pruebas de Nevada

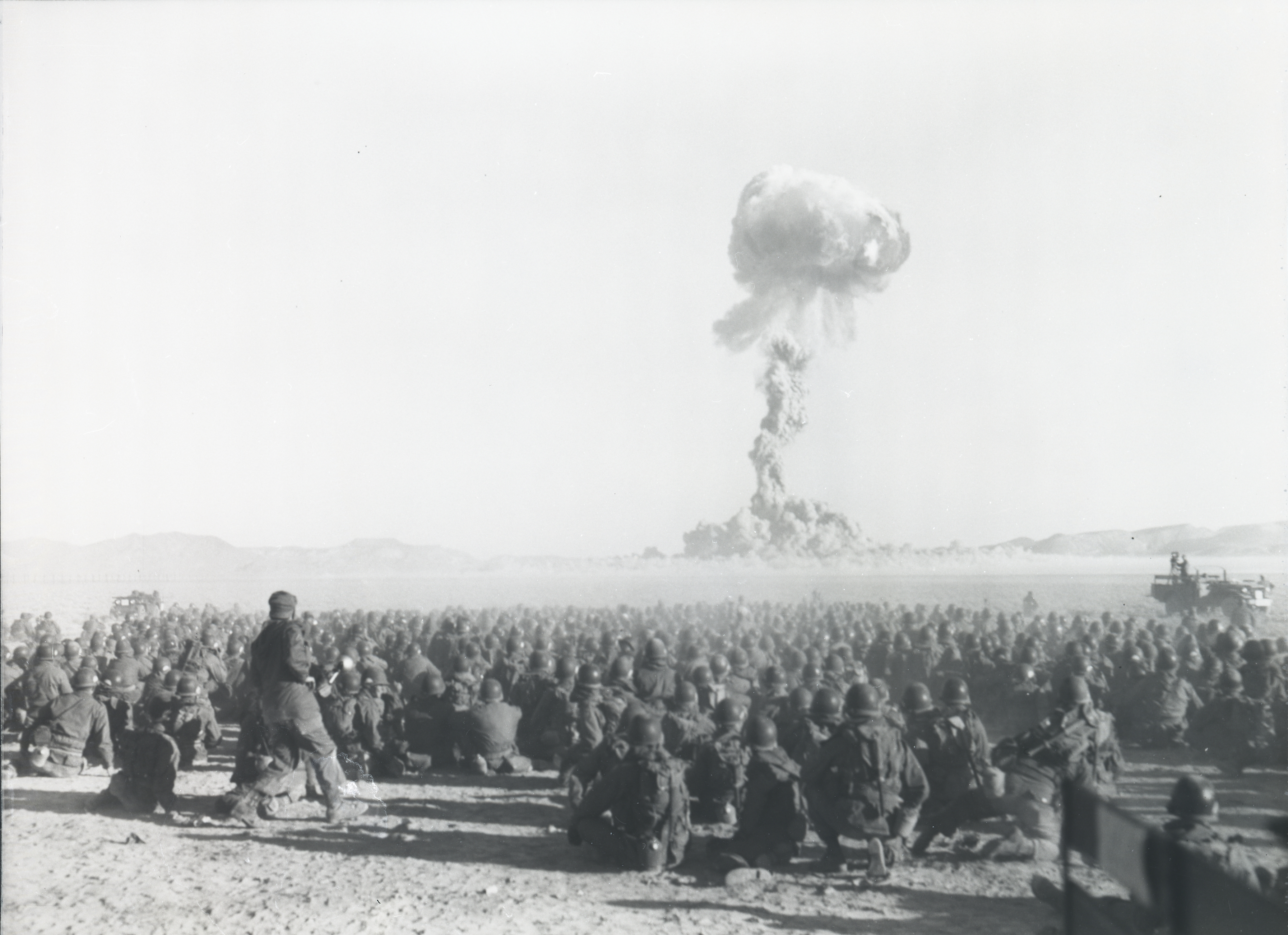
Prueba nuclear en noviembre de 1951 en el emplazamiento de pruebas nucleares de Nevada. La prueba es el disparo de "Dog" desde la Operación Buster, con una carga de 21 kilotones. Fue el primer ejercicio de campo de los Estados Unidos que se llevó a cabo en tierra; las tropas que se ven están a solo 6 millas del punto de explosión.

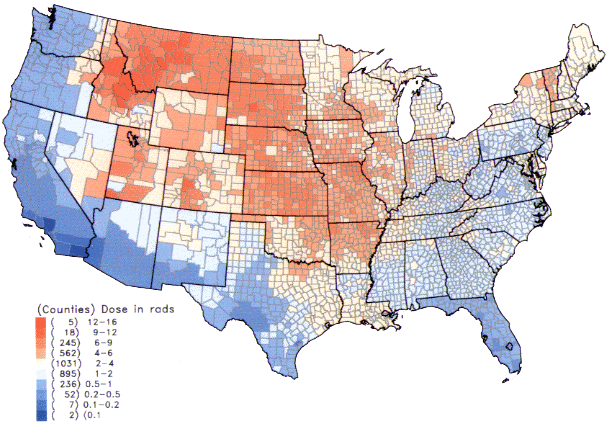
En tonalidad rojiza se indica el grado de aumento de la radiación (yodo 131) en las tiroides de las personas, según el lugar, como consecuencia de las pruebas atómicas de Nevada.

El Sitio de Pruebas de Nevada (Nevada Test Site, NTS) es una reserva para pruebas de armas atómicas en Estados Unidos, situada en el condado de Nye, Nevada, a unos 105 km al noroeste de la ciudad de Las Vegas, cerca de 37°07′N 116°03′O / 37.117, -116.050.
El sitio fue habilitado el 11 de enero de 1951 sobre una superficie de aproximadamente 3500 km², ubicada en una zona desértica y montañosa, propiedad del Departamento de Energía y se encuentra actualmente bajo gestión de la empresa privada Mission Support and Test Services (MSTS). 
Las pruebas nucleares en este emplazamiento empezaron con el lanzamiento de una bomba de 1 kilotón de TNT (4 terajulios) el 27 de enero de 1951. Desde entonces y hasta 1992 se realizaron un mínimo de 925 explosiones atómicas, de las cuales 100 fueron detonadas sobre la superficie. A ellas deben agregarse una cantidad no determinada de explosiones secretas. En 1963 la Unión Soviética y los Estados Unidos acordaron no realizar más explosiones atómicas sobre la tierra o bajo el agua, continuando con las pruebas subterráneas. Desde el 23 de septiembre de 1992 Estados Unidos no ha vuelto a detonar armas atómicas en el sitio de Nevada.
Muchas de las imágenes más representativas de la era nuclear proceden del NTS (Sitio de Pruebas de Nevada). Las explosiones de superficie eran visibles desde Las Vegas, donde sacarse fotos con la explosión de fondo se convirtió en una importante atracción turística.
Las pruebas atómicas realizadas en Nevada dañaron severamente o mataron a una gran cantidad no determinada de personas, incluyendo niños, conocidas como "downwinders", y contaminaron una amplia zona de los Estados Unidos. En 1990 el Congreso sancionó la Ley de Compensación por Exposición a la Radiación (Radiation Exposure Compensation Act), con un promedio de 50.000 dólares de indemnización para las personas contaminadas con las pruebas atómicas.

## Instalaciones
El NTS tiene
- 1100 edificios
- 643 km de carreteras pavimentadas.
- 3382 km de carreteras no pavimentadas
- 10 helipuertos.
- 2 pistas de aterrizaje.

## Pruebas nucleares
Entre 1951 y 1992, se realizaron un total de 925 pruebas nucleares que fueron anunciadas en el NTS. 825 de ellas fueron subterráneas (los datos sísmicos indican que también se realizaron muchas pruebas subterráneas que no fueron anunciadas). El emplazamiento está cubierto por un cráter de las pruebas. En NTS fue la localización primaria de las bombas atómicas estadounidenses: solo se realizaron 129 pruebas en otros lugares (muchos en los terrenos de prueba del Pacífico en las Islas Marshall).
Durante los años de la década de 1950, las nubes atómicas de estas pruebas podían verse desde casi 100 millas en cualquier dirección, incluida la ciudad de Las Vegas, en la que las pruebas se convirtieron en atracciones turísticas. 
El 17 de julio de 1962 el disparo de prueba "Little Feller I" de la Operación Sunbeam fue la última detonación de pruebas atmosférica en el NTS. Las pruebas subterráneas prosiguieron hasta el 23 de septiembre de 1992 y, a pesar de que los Estados Unidos no ratificaron el Tratado de abandono de las pruebas, los artículos del tratado fueron respetados y no se han producido más pruebas. Las pruebas que no implican fisión prosiguen.
Un lanzamiento importante de prueba fue el disparo, en la prueba nuclear de Sedan de la  Operación Storax, una explosión de 104 kilotones para la Operación Plowshare que pretendía demostrar que las armas nucleares podían utilizarse con finalidades pacíficas para crear bahías o canales; creó el cráter Sedan, de 390 metros de ancho y de 100 metros de profundidad, que todavía puede verse. Aunque la mayoría de las pruebas mayores se realizaron en cualquier lugar, NTS acogió las pruebas de 500 a 1000 kilotones de TNT (el rango de 2 a 4 petajulios), que provocó efectos sísmicos detectables en Las Vegas.
En un informe del Instituto Nacional del Cáncer, publicado en 1997, se determinó que las noventa pruebas atmosféricas del NTS depositaron altos niveles de yoduro-131 radioactivo (5,5 exabecquerels) a lo largo un gran porción del Estados Unidos contiguos, especialmente en los años 1952, 1953, 1955 y  1957; dosis que eran lo suficientemente grandes, para provocar de 10 000 a 75 000 casos de cáncer tiroideo. El Acta de Compensación a la Exposición a la Radiación de 1990 permitió que la población que viviera en el ámbito de alcance del  NTS que padeciesen determinadas enfermedades que pudieran haber sido causadas presumiblemente por la exposición recibieran una compensación de $ 50 000. Con datos a  23 de febrero de 2006, se habían aprobado cerca de 9600 reclamaciones, mientras se habían denegado otras 2800, por un importe total de más de 480 millones de dólares de compensación. 
La ciudad de Mercury está situada en terrenos del NTS, y en un tiempo albergó contingentes de  LANL, LLNL, y Sandia. El Área 51 y el almacén propuesto de residuos nucleares de alto nivel de Yucca Mountain están situados en sus proximidades. La Torre BREN, una torre de 465 metros de altura para experimentos de radiación con un reactor no blindado, está ubicado en el NTS.
Con datos de 2004, el emplazamiento de pruebas ofrece al público circuitos con una antelación aproximada de un mes, a pesar de que está prohibido llevarse material como recuerdo.
El 2 de junio de 2006, se programó para el emplazamiento la realización de una prueba de una bomba convencional de 700 toneladas en una operación conocida como Divine Strake. La bomba es una alternativa posible a la creación de un búnker para realización de pruebas nucleares, al que el Congreso se muestra reacio a dotar económicamente, a pesar del apoyo del Presidente Bush.  No obstante, de acuerdo con las objeciones de los miembros del Congreso de Nevada y Utah, la operación se ha pospuesto indefinidamente.

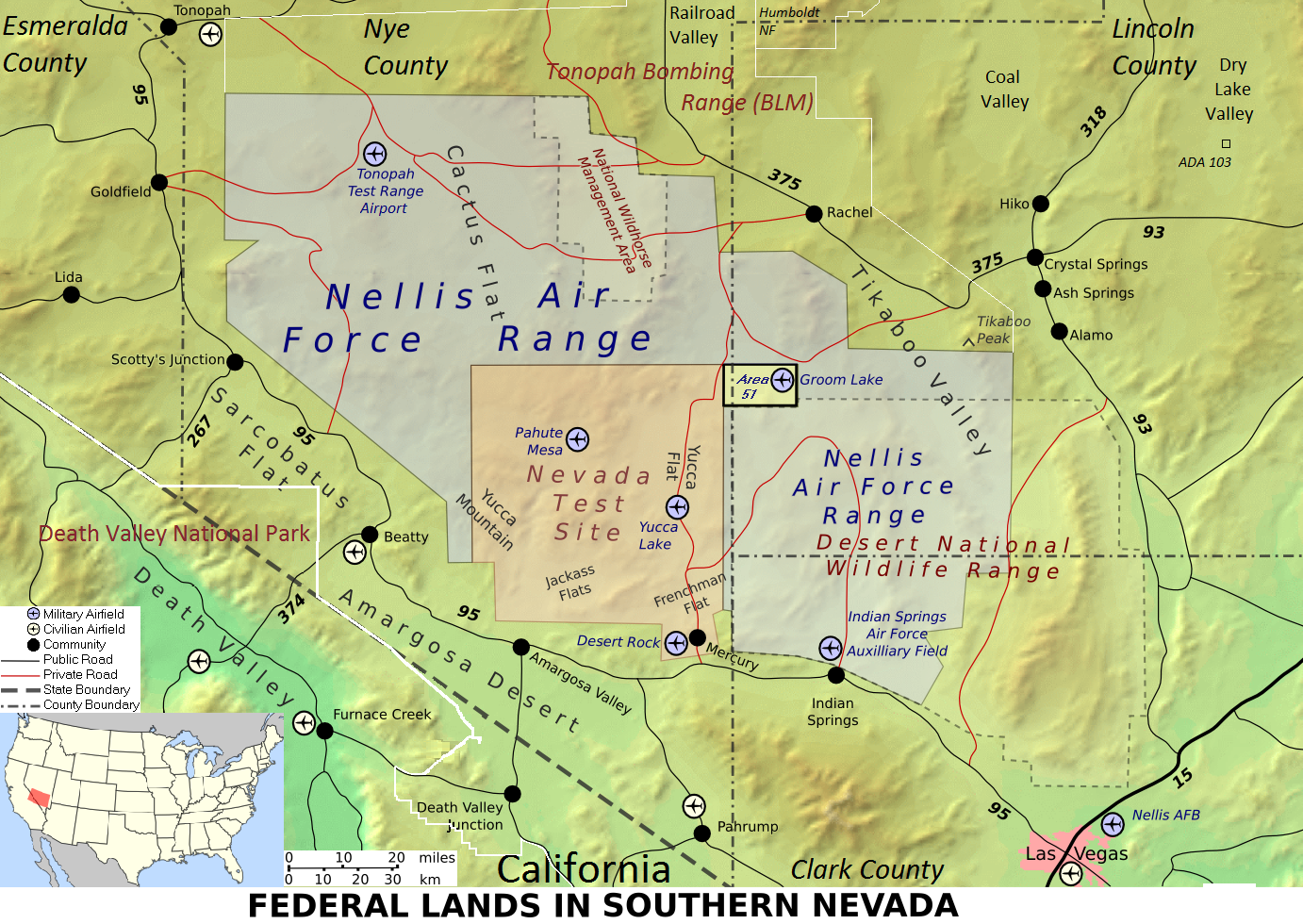
Mapa que muestra el NTS y otros territorios federales al sur de Nevada
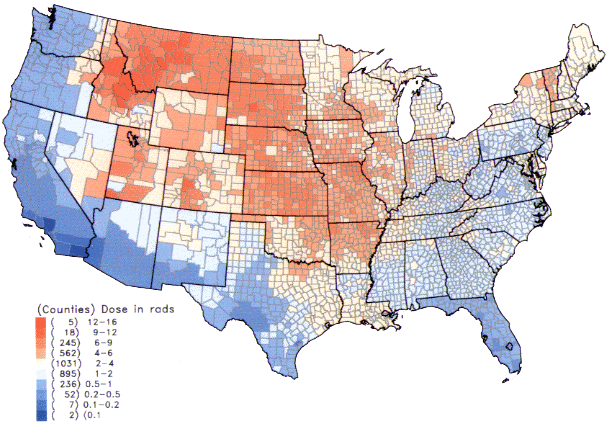
Dosis per cápita de tiroides en los Estados Unidos continentales del yoduro-131 consecuencia de todas las vías de exposición a las pruebas nucleares atmosféricas llevada a cabo en el Nevada Test Site.
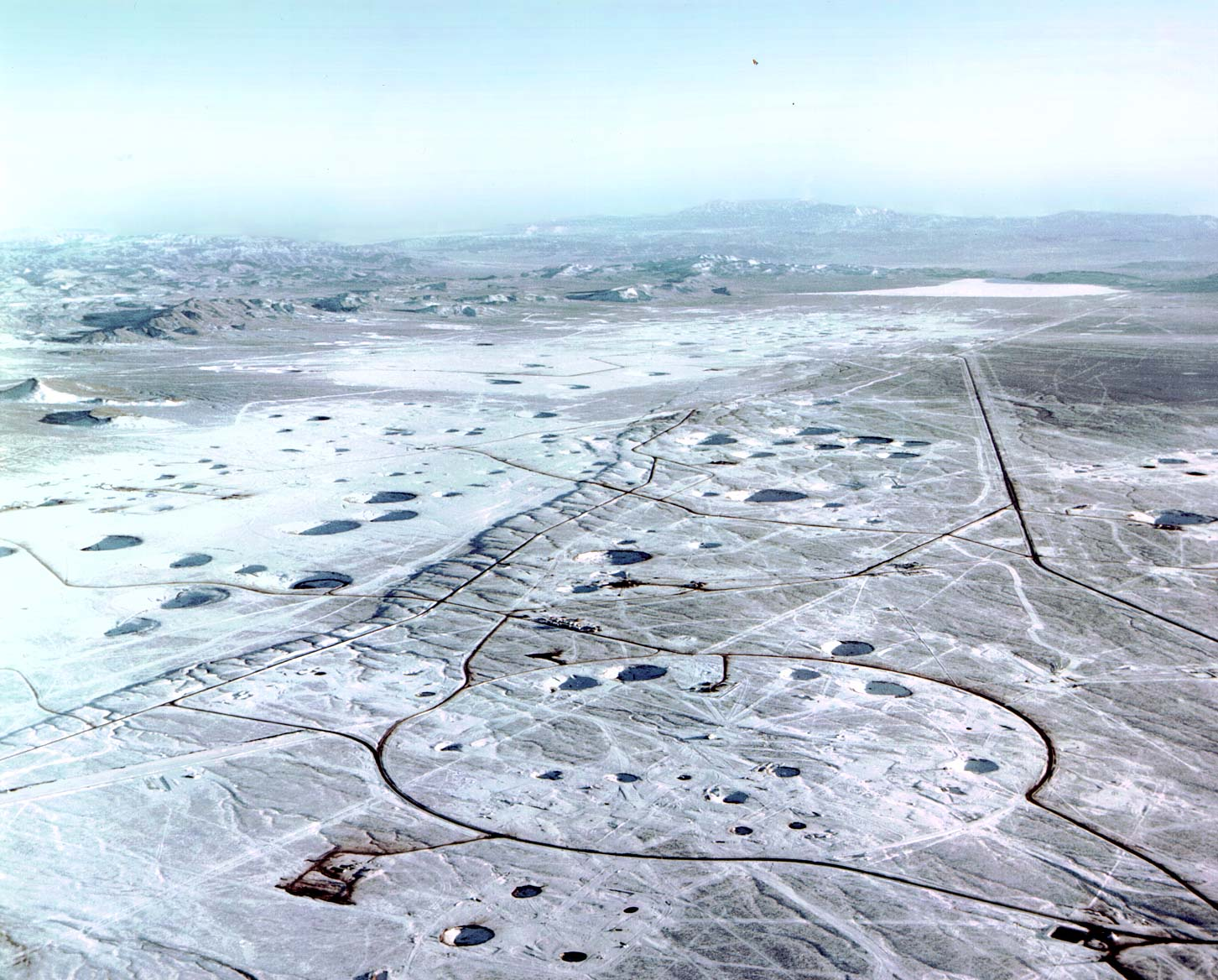
El área plana de Yucca del NTS aparece deformada por los cráteres subsiguientes a las pruebas nucleares subterráneas.
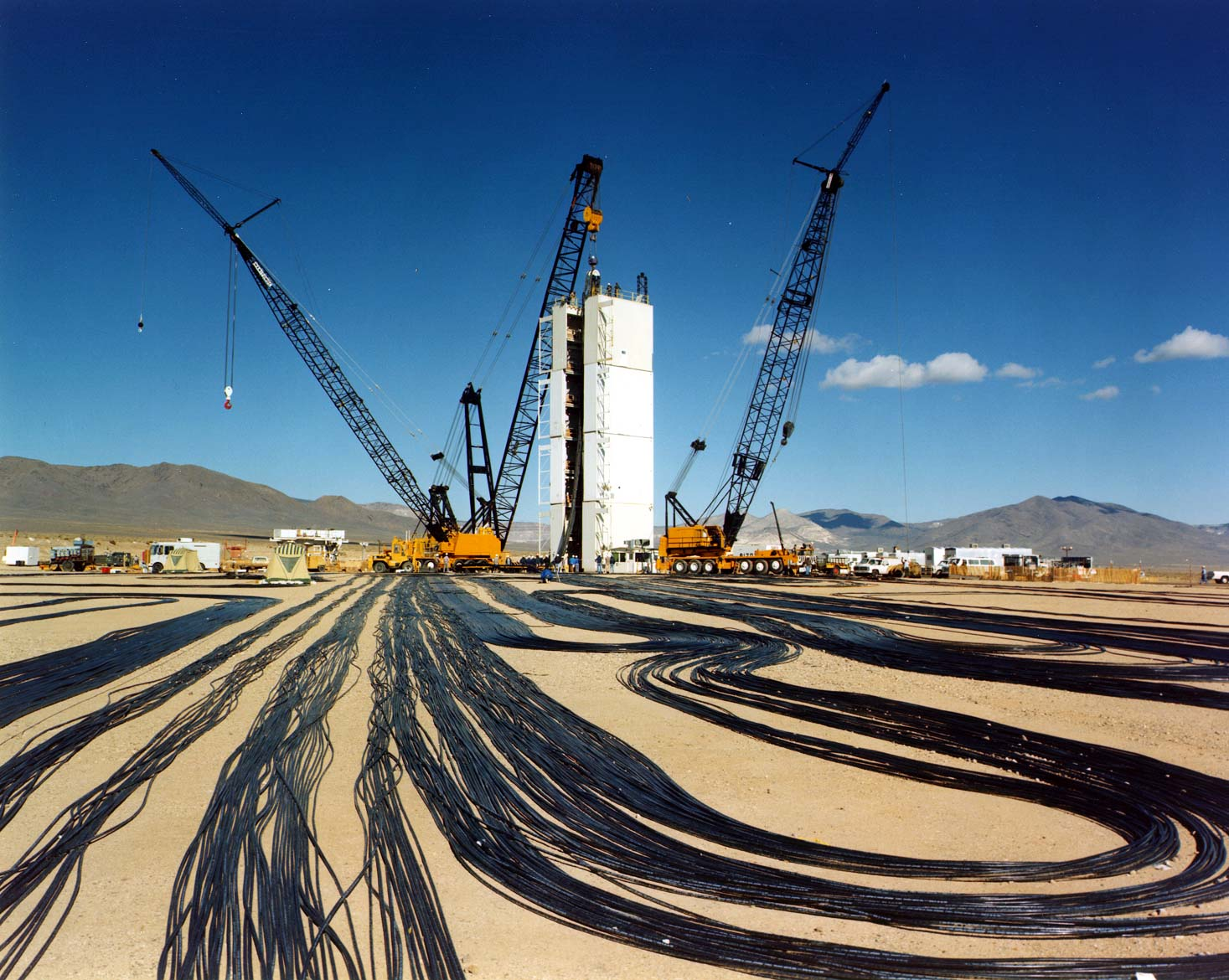
Preparativos para una prueba subterránea. La torre de situación baja el ingenio nuclear en la cavidad excavada; los cables llevan la información a los instrumentos que recogen el experimento.

## Operaciones realizadas en el NTS
| - Operación Ranger — 1951 - Operación Buster-Jangle — 1951 - Operación Tumbler-Snapper — 1952 - Operación Upshot-Knothole — 1953 - Operación Teapot — 1955 - Proyecto 56 — 1955 - Operación Plumbbob — 1957 - Proyectos 57, 58, 58A — 1957-58 - Operación Hardtack II — 1958 - Operación Nougat — 1961-62 - Operación Sunbeam — 1962 - Operación Dominic II — 1962-63 - Operación Storax — 1963 - Operación Niblick — 1963-64 - Operación Whetstone — 1964-65 - Operación Flintlock — 1965-66 - Operación Latchkey — 1966-67 - Operación Crosstie — 1967-68 - Operación Bowline — 1968-69 - Operación Mandrel — 1969-70 - Operación Emery — 1970 | - Operación Grommet — 1971-72 - Operación Toggle — 1972-73 - Operación Arbor — 1973-74 - Operación Bedrock — 1974-75 - Operación Anvil — 1975-76 - Operación Fulcrum — 1976-77 - Operación Crescent — 1977-78 - Operación Quicksilver — 1978-79 - Operación Tinderbox — 1979-80 - Operación Guardian — 1980-81 - Operación Praetorian — 1981-82 - Operación Phalanx — 1982-83 - Operación Fusileer — 1983-84 - Operación Grenadier — 1984-85 - Operación Charioteer — 1985-86 - Operación Musketeer — 1986-87 - Operación Touchstone — 1987-88 - Operación Cornerstone — 1988-89 - Operación Aqueduct — 1989-90 - Operación Sculpin — 1990-91 - Operación Julin — 1991-92 |